# Cristoforo Numai da Forlì
Cristoforo Numai da Forlì (Forlì, 1450 circa – Ancona, 23 marzo 1528) è stato un cardinale e vescovo cattolico italiano del XVI secolo, confessore di Luisa di Savoia, madre del re di Francia Francesco I.

## Biografia
Nato a Forlì nella nobile famiglia dei Numai, secondo dei cinque figli di Francesco Numai e di Cassandra Ercolani, Cristoforo Numai - che si trova citato nelle fonti secondo diverse varianti: Numali, Numajo, Numalius... - studia a Bologna, presso i francescani. Poi si reca in Francia dove, alla Sorbona, ottiene il dottorato. Agli inizi del Cinquecento segue, nel convento di San Francesco della Vigna a  Venezia, le conversazioni di Francesco Zorzi che illustrano i contenuti mistici dell'opera di Giovanni Pico della Mirandola.
Ordinato, diventa il confessore di Luisa di Savoia, madre di Francesco I, re di Francia e, secondo alcune fonti, anche della moglie dello stesso Francesco, Claudia di Francia.
Per ironia della sorte, apparteneva alla famiglia degli Ercolani (o Hercolani): dunque, era un parente di sua madre anche quel Cesare Hercolani che, combattendo per gl'Imperiali nella battaglia di Pavia, ferì il cavallo di Francesco I, provocando così la cattura del re da parte degli uomini dell'imperatore Carlo V.
Cristoforo diviene anche, tra il 1517 e il 1518, superiore generale del suo ordine: a lui, come rappresentante degli osservanti, venne consegnato il sigillo di tutto l'Ordine dei Frati Minori.
Nominato cardinale-presbitero da papa Leone X nel 1517, prima con il titolo di San Matteo in Merulana e subito dopo con quello di Santa Maria in Ara Coeli, diviene, lo stesso anno, amministratore apostolico di Alatri (carica che mantiene fino alla morte), poi è nominato anche amministratore apostolico di Isernia (1523) - ma l'anno successivo rinuncia a favore del nipote Antonio Numai - e, nel 1526, viene nominato amministratore apostolico di Riez, titolo a cui rinuncia dopo pochi mesi, nel 1527.
Per le sofferenze patite durante il sacco di Roma (1527) da parte delle truppe dell'imperatore Carlo V, muore ad Ancona il 23 marzo 1528. È sepolto a Roma, nella chiesa di santa Maria in Aracoeli.

## Genealogia episcopale e successione apostolica
La genealogia episcopale è:
- Vescovo Adriaan Appelkern
- Vescovo Diego de Ribera
- Papa Adriano VI
- Cardinale Cristoforo Numai, O.F.M.Obs.

La successione apostolica è:
- Vescovo Raffaele Alessandrini, O.F.M.Obs. (1525)
- Vescovo Antonio Sassolino, O.F.M.Conv. (1525)